# Barisal

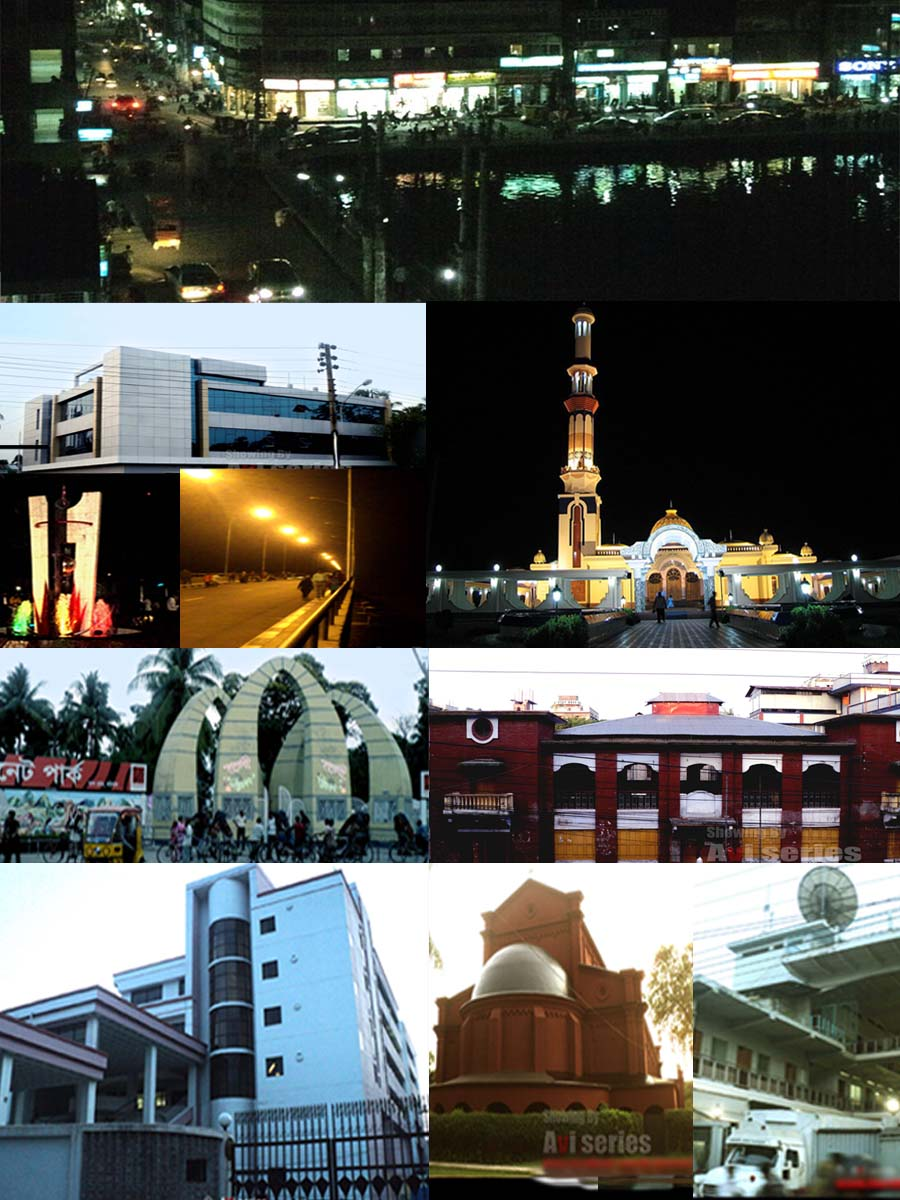
Olika motiv från Barisal.

Barisal (eller Barishal, bengaliska: বরিশাল, Bariśāl) är en stad i södra Bangladesh. Den är belägen i Gangesdeltat och är administrativ huvudort för provinsen Barisal. Staden (Barisal City Corporation) hade 328 278 invånare vid folkräkningen 2011, med förorter 339 308 invånare.
Barisal ligger i Gangesflodens delta, på en förgrening av Kirtonkholafloden, cirka 70 kilometer från den bengaliska kusten; avståndet till Dhaka är 275 kilometer med bil, 117 kilometer med båt. Utöver Kirtonkhola rinner floderna Arialkhan, Tushkhali, Gabkhan och Katcha genom regionen. På grund av närheten till vatten kallade Kazi Nazrul Islam Barisal för "Orientens Venedig". Bland näringar märks odling av balamris. Staden har flygplats.
Barisal är en gammal hamnstad. Under Mogulriket åtnjöt området viss självständighet. Det kom senare under nawaben av Bengalen och Brittiska Indien, och tillföll slutligen Bangladesh. Barisal blev en egen kommun 1876.